# LeaderChor Berlin
Der LeaderChor Berlin ist ein im September 2006 vom Rundfunkchor Berlin gegründeter gemischter Chor. Chefdirigent ist Simon Halsey.
Der Name LeaderChor beruht auf einem Wortspiel, das die klangliche Ähnlichkeit des Plurals von Lied und des englischen Wortes leader (zu deutsch Führungskraft) ausnutzt. Die circa 40 Mitglieder sind Führungskräfte aus Politik, Wirtschaft, Wissenschaft, Medizin, Jurisprudenz, Kultur und Massenmedien, die gern auf hohem Niveau singen, aber keine Zeit für regelmäßige Chorproben haben. Der Chor kommt einmal im Jahr zu einem verlängerten Projektwochenende zusammen und singt Chorstücke aus allen Epochen von der Renaissance bis zu zeitgenössischen Werken und in mehreren Sprachen.
Das erste Chorprojekt hat eine große Medienresonanz in Presse und Rundfunk ausgelöst und wurde mit einem Konzert im Roten Rathaus in Berlin abgeschlossen. 2015 sang der Chor anlässlich des 100 Jahre zuvor ausgebrochenen Ersten Weltkriegs und 70 Jahre zuvor beendeten Zweiten Weltkriegs sein Abschlusskonzert im Neuen Museum in Berlin. Weitere Aufführungsorte waren die Akademie der Künste oder das Paul-Löbe-Haus des Deutschen Bundestags.